# Violaine Sautter
Pour les articles homonymes, voir Sautter.
Violaine Sautter, née en 1959, est une chercheuse en géologie planétaire française. Elle est directrice de recherche au CNRS et au Muséum national d'histoire naturelle. Elle reçoit en 1991 la médaille de bronze du CNRS puis celle d'argent en 2016. Également directrice de recherche de première classe à l’Institut de minéralogie, de physique des matériaux et de cosmochimie de Paris (IMPMC) elle collabore au programme Curiosity sur Mars, et est co-investigatrice sur le laser ChemCam (embarqué sur le robot Curiosity).

## Biographie
Violaine Sautter intègre le CNRS en 1985 au laboratoire de géophysique et géodynamique interne à Orsay.
Elle est directrice de recherche au CNRS et au Muséum national d'histoire naturelle.
Titulaire d'une thèse sur l’exhumation des roches profondes du Moho sous- continental (1989) et d'un post-doctorat en pétrologie expérimentale au Grant Institute d’Edimbourg, Violaine Sautter rejoint le CNRS en 1985 au laboratoire de Géophysique et Géodynamique interne d’Orsay. Elle est alors novatrice dans la mesure de coefficient de diffusion des espèces les plus lentes dans les silicates. C'est en appliquant ces données dans des modèles de refroidissement de roches issues du manteau sous continental qu'elle a trouvé des grenats naturels ultra profonds (plus de 350 km). Cette découverte lui vaut la médaille de bronze du CNRS en 1991, puis le prix Furon de la Société Géologique de France en 2002. Ses recherches sur les diamants et leurs inclusions confirment sa réputation dans le domaine de la minéralogie des profondeurs de la Terre. Dans les années 2000, elle se penche sur l'étude des météorites martiennes et intègre le cénacle des spécialistes de la matière extraterrestre. En 2005, elle rejoint l'équipe du laser ChemCam embarqué sur le mat du robot martien Curiosity.

## Minéralogie martienne

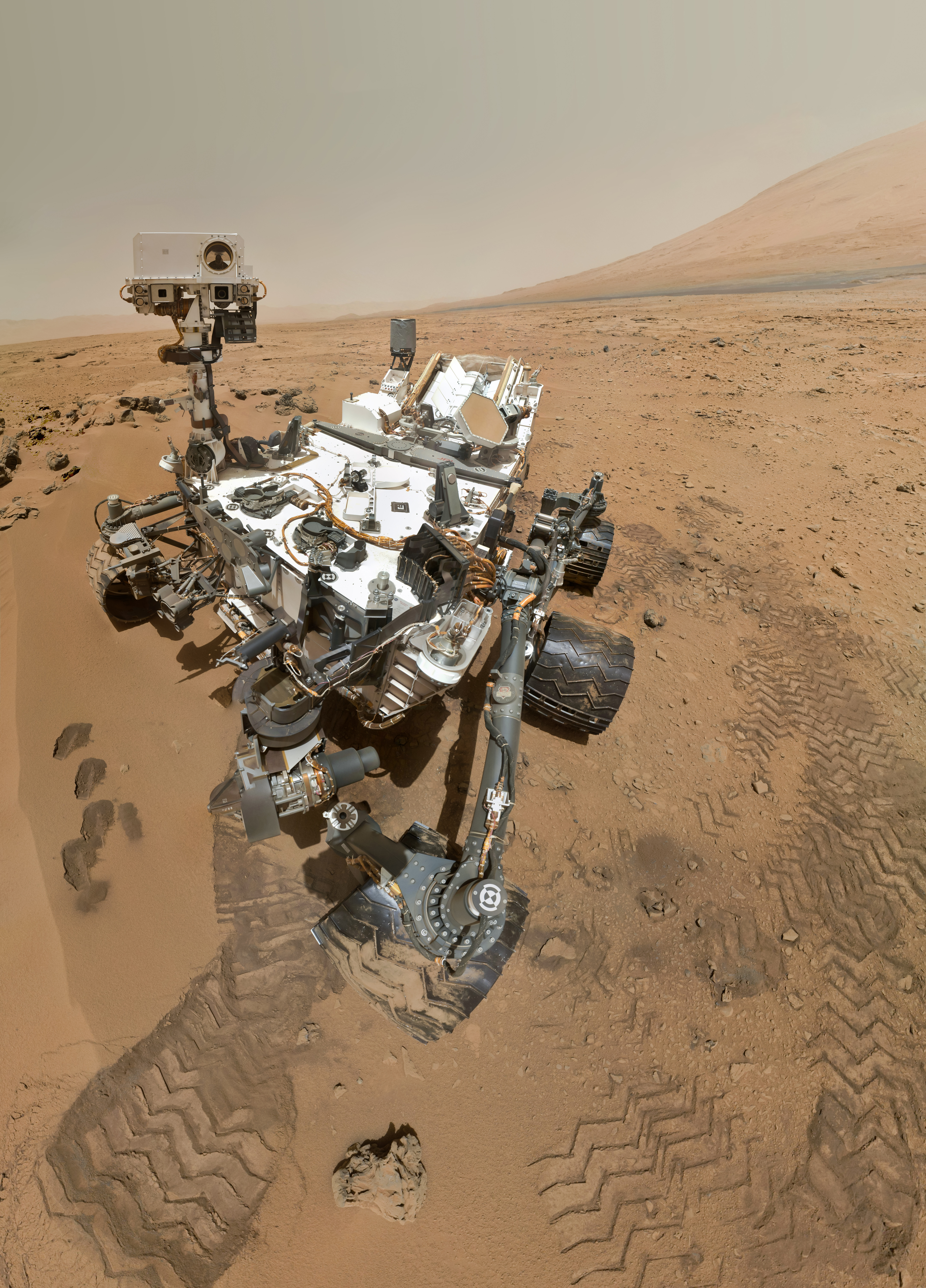
Autoportrait du robot Curiosity.

Spécialiste des minéraux des grandes profondeurs du manteau terrestre et leur vitesse de remontée en surface, Violaine Sautter étudie la minéralogie martienne où elle acquiert une renommée internationale dans le domaine des météorites martiennes. C'est ainsi qu'elle participe à la mission d’exploration Mars Science Laboratory, supervisée par la Nasa. Elle collabore au projet du laser français ChemCam du robot Curiosity, qui permet une analyse chimique à distance  des roches et des sols. Ce robot récolte en quatre années de mission plus de 300 000 spectres. Outillé d'une caméra de très haute résolution, il permet l'analyse des cibles à l’échelle du minéral et récupère des échantillons à la surface enrichissant les données à l’échelle de la roche voire celle de l’affleurement. Grâce au traitement des données envoyées vers la Terre par ce robot qui arpente le fond du cratère de Gale, Violaine Sautter a notamment mis au jour les traces d’une croûte continentale très ancienne. En effet, grâce à l'analyse des dizaines de roches ignées claires — riches en feldspath et contenant parfois du quartz — elle a mis en évidence que la surface basaltique de Mars cachait une croûte ancienne moins dense très alcaline, voire d’affinité granitique comparable aux premiers noyaux de croûte continentale terrestre. Ces travaux ont paru dans trois publications remarquées, en 2014 dans Journal of Geophysical Research, l’année suivante dans Nature Geoscience et dans Lithos. Violaine Sautter a également écrit de nombreux articles scientifiques, notamment pour la revue Science.

## Publications
- Hubert Bari et Violaine Sautter (Sous la dir. de), Diamants. Au cœur de la Terre, au cœur des Étoiles, au cœur du Pouvoir, Paris, Adam Biro, 18 mai 2001, 351 p. (ISBN 978-2876603011)
- Violaine Sautter (Dir.) et Hubert Bari, Diamants : exposition au Muséum national d'histoire naturelle, [Galerie de minéralogie et de géologie, Paris, 10 mars-15 juillet 2001], Paris, Connaissance des arts. Numéro hors-série ; 162, 2001, 66 p.
- 1989 Thèse d’État University Paris XI : Le clinopyroxène alumineux : la mémoire chimique du manteau supérieur lithosphérique par Violaine Sautter
- Sautter V. and Harte B. 1988, Diffusion gradients in an eclogite xenolith from the Roberts Victor kimberlite pipe. I : Mechanism and evolution of garnet exsolution in Al2O3 -rich clinopyroxene. J. Petrol., 29, p. 1325-1352.
- Sautter V., Jaoul O. et Abel F. 1988, Aluminium diffusion in diopside using the 27Al (p, γ)28Si nuclear reaction : preliminary results. Earth Planet. Sc. Lett., 89, p. 109-114.
- Sautter V. and Harte B. 1990, Diffusion gradients in an eclogite xenolith from the Roberts Victor kimberlite pipe. (2) :  Kinetics and implications for petrogenesis. Contrib. Mineral. Petrol., 105,  p. 637-649.    - Haggerty S.E. and Sautter V. 1990, Ultradeep (greater than 300 km) ultramafic upper mantle xenoliths. Science, 248, p. 993-996.
- Sautter V., Haggerty S.E. and Field S. 1991, Ultradeep (> 300 km) ultramafic xenoliths :petrological evidence from the transition zone. Science, 252, p. 827-830.
- Sautter V, Barat J.A., Jambon A. , Gillet P. , Lorand J.P., Javoy M. and Joron J.L. 2002, A new martian meteorite from Morocoo, the nakhlite NWA 817. E.P.S.L., 195, 223-238.
- Sautter V, Jambon A. and Boudouma O, 2006, Cl-amphibole in the nakhlite MIL 03346: Evidence for sediment contamination in a martian meteorite, E.P.S.L. 252, 45-55.
- Sautter V., Toplis M., Lorand J.P. and Macri M., 2012, Melt inclusions in augite from the nakhlite meteorites: a reassessment of nakhlite parental melt and implications for petrogenesis. Meteoritics and Planet.Sci. doi: 10.1111/j.1945-5100.2012.01332.x
- Sautter V., Fabre C., O. Forni , M. Toplis, A. Cousin, E. Lewin, J. Lasue, O. Gasnault, S. Le Mouélic, N. Mangold, S. Maurice, R. Wiens, A. M. Ollila, P. Pinet, P.Y. Meslin, B. Clark, B.L. Elhmann, and MSL team.Igneous mineralogy at Bradbury rise: the first ChemCam campaign. 2014, JGR Planet. 119, 30-46.
- Sautter V. M.J. Toplis, R.C. Wiens, A. Cousin, C. Fabre, O. Gasnault, S. Maurice, O. Forni, J. Lasue, A. Ollila, J.C. Bridges, N. Mangold, S. Le Mouélic, M. Fisk, P.-Y. Meslin, P. Beck, P. Pinet, L. Le Deit, W. Rapin, M. Stolper, H. Newson, D. Dyar, N. Lanza3 D. Vaniman,  S. Clegg and  J.J. Wray 2015 In-situ evidence for continental crust on Early Mars. Nature Geosciencedoi:10.1038/ngeo2474.
- Sautter V., M.J. Toplis, P. Beck, N. Mangold, R. Wiens, P. Pinet, A. Cousin, S. Maurice, L. LeDEIT, R. Hewins, O. Gasnault, C. Quantin,  O.Forni, H. Newsom, P-Y Meslin, J. Wray, N. Bridges, V. Payré, W. Rapin, and S. Le Mouélic 2016, Magmatic complexity on Early Mars as seen through a combination of orbital, in-situ and meteorite data. Lithos, 254-255, 26-52. - Cousin A.
- A. Cousin, V. Sautter, V. Payré, O. Forni, N. Mangold, O. Gasnault, L. Le Deit, J. Johnson, S. Maurice, M. Salvatore, R.C. Wiens, P. Gasda, W. Rapin 2017 Classification of Igneous Rocks analysed by ChemCam at Gale crater, Mars. Icarus[5]
- Late Tharsis formation and implications for early Mars, Sylvain Bouley, David Baratoux, Isamu Matsuyama, Francois Forget, Antoine Séjourné, Martin Turbet & Francois Costard. Nature, 2 mars 2016

## Récompenses et distinctions
- Médaille de bronze du CNRS (1991)[1]
- Prix Furon (2002)[1]
- 2014 Award collectif NASA MSL ChemCam Instrument, collectif NASA
- Médaille d'argent du CNRS (2016)[1]